# Porfirije van Servië

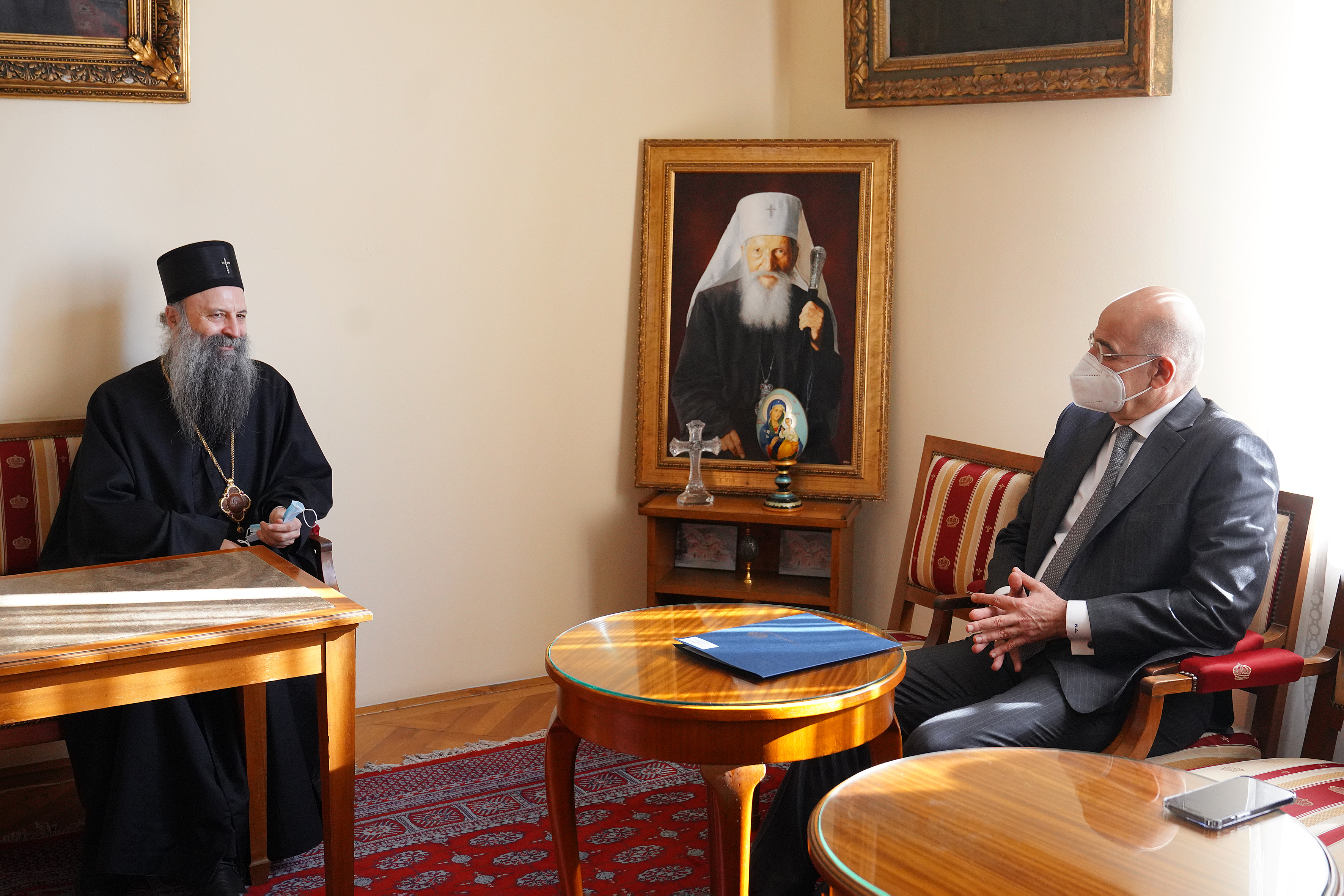
Porfirije van Servië, 2021

Porfirije van Servië (Servisch: Порфирије) (Bečej, 22 juli 1961) is een Servisch geestelijke en patriarch van de Servisch-Orthodoxe Kerk.
Prvoslav Perić studeerde theologie in Belgrado. Op 21 april 1985 trad hij als monnik in bij het klooster van Visoki Decani; hij nam vervolgens de religieuze naam Porfirije aan.
Op 6 oktober 1990 trad Porfirije toe tot het klooster van Kovilj, waar hij op 21 november 1990 werd gewijd als hieromonk en hegoumen.
Porfirije werd op 14 mei 1999 gekozen als vicaris van de eparchie Bačka; hij werd tevens benoemd tot titulair bisschop van Jegra. Zijn bisschopswijding vond plaats op 13 juni 1999. Van 2010 tot 2014 was hij bisschop van het militair ordinariaat van Servië. In 2014 werd hij gekozen als aartsbisschop-metropoliet van de eparchie Zagreb en Ljubljana; zijn intronisatie vond plaats op 13 juli 2014.
Op 18 februari 2021 werd Porfirije door de synode van de Servisch-Orthodoxe Kerk gekozen als patriarch, zoals gebruikelijk bij deze kerk door een blinde keuze uit de drie laatst overgebleven kandidaten bij de verkiezing. Deze verkiezing was noodzakelijk geworden door het overlijden op 20 november 2020 van patriarch Irinej. Zijn intronisatie vond een dag later plaats in Belgrado. De volledige titel van de patriarch luidt: Zijne Heiligheid de aartsbisschop van Peć, metropoliet van Belgrado en Karlovci, Servische patriarch Porfirije. Zijn traditionele intronisatie als aartsbisschop van Peć vond plaats op 14 oktober 2022 in het patriarchaatsklooster van Peć.